# Nadeschda Simonowna Smirnizkaja

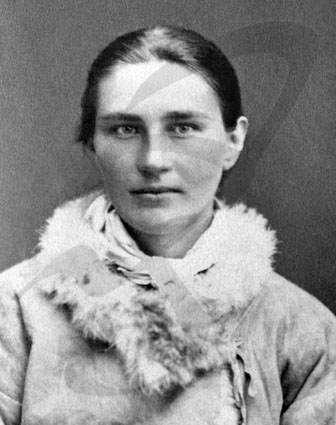
Nadeschda Smirnizkaja (ca. 1883)

Nadeschda Simonowna Smirnizkaja (russisch Надежда Симоновна Смирницкая, * 1852 im Gouvernement Kiew, Russisches Kaiserreich; † 7. November 1889 in Daurien) war eine Revolutionärin der Narodnaja Wolja.

## Biografie
Ihr Vater war ein Priester. Von 1876 bis 1879 war sie in den Kiewer Kreisen der Narodniki aktiv und wurde dafür verhaftet. Sie wurde nach Solwytschegodsk verbannt und floh von dort im März 1880.
Sie arbeitete mit ihrem Ehemann Iwan Kaljuschnyj in Moskau in den dortigen Kreisen der Narodnaja Wolja. In ihrer Wohnung wurde ein Passbüro für die Narodnaja Wolja eingerichtet.
Im März 1882 wurde Smirnizkaja erneut verhaftet und zu 15 Jahren Zwangsarbeit verurteilt. Daraufhin wurde sie zu einem zum Katorgasystem gehörenden Gefängnis bei Ust-Karsk geschickt, das sich mehr als 1000 Meilen südlich von Jakutsk in den daurischen Ausläufern östlich des Baikalsees befand.
Im Gefängnis nahm sie an einem Hungerstreik teil, bei dem gegen die Isolationshaft einer ihrer Mitgefangenen demonstriert und die Entlassung des Kommandanten des Gefängnisses gefordert wurde. Eine andere Gefangene wurde als Strafe dafür, dass sie versucht hat, den Kommandanten ins Gesicht zu schlagen, 100 Mal mit einer Rute geschlagen und beging bald darauf Selbstmord. Aus Protest dagegen begingen Smirnizkaja und einige Mitgefangene mit einer tödlichen Dosis Morphin ebenfalls Selbstmord. Das Vorgehen der Frauen führte letztlich zu einer Änderung der Politik bezüglich der körperlichen Züchtigung von Frauen in russischen Gefängnissen.